# Banque BCP
 (mars 2017).
Si vous disposez d'ouvrages ou d'articles de référence ou si vous connaissez des sites web de qualité traitant du thème abordé ici, merci de compléter l'article en donnant les références utiles à sa vérifiabilité et en les liant à la section « Notes et références ».
La Banque BCP est une société bancaire française dont les actionnaires sont la Caisse d'Épargne et Millennium bcp, première banque privée portugaise.  
La Banque BCP est née, en 2001, de la fusion des succursales françaises des plus anciens établissements financiers portugais. En juillet 2006, la Caisse d’épargne Ile-de-France devient actionnaire de la Banque BCP. À ce jour, elle est l’actionnaire majoritaire de la Banque BCP avec une participation à hauteur de 80% du capital, Millennium bcp détient 19% du capital et 1% est détenu par ses salariés. 
En 2021, la Banque BCP compte 52 agences dont 38 en région parisienne et 14 agences en province.
La banque propose en plus des produits bancaires classiques, du financement et conseils aux PME et ETI, des solutions d’asset management, de défiscalisation, (le Portugal n’applique pas de frais de succession) et d’investissements immobiliers au Portugal.

## Historique

### Formation de la Banque BCP
En 1972, les succursales de la « Banco Pinto & Sotto Mayor » et de la « BPA - Banco Português do Atlântico » sont créés en France. 
Au Portugal, en 1986, la banque Banco Comercial Português - BCP voit le jour. 
En 1990, la Succursale de la « União de Bancos Portugueses » ouvre en France et devient plus tard la « Banco Mello ». Deux ans plus tard, en 1992, la banque « BPCo - Banco Popular Comercial », filiale du Groupe BPE Espagne et de la « BCP Portugal » ouvre ses portes en France.
En 1999, la banque BPCo France procède à l'achat des 7 agences de la banque « BPA » en France. Un an plus tard, en 2000, BCP Portugal achète la « Banco Mello » et la « Banco Pinto & Sotto Mayor ». 
En 2001, BCP Portugal regroupe son activité en France et fait naitre la Banque BCP, résultat de la fusion des ex-succursales de la « Banco Pinto & Sotto Mayor » et de la « Banco Mello ». La Banque BCP en France conserve la moitié des agences et des clients portugais de la « BPCo ».

### Banque BCP et Caisse d’épargne
En juillet 2006, au terme d’un accord de partenariat à long terme conclu avec Millennium bcp, la Caisse d’épargne Ile-de-France devient l’actionnaire majoritaire de la Banque BCP et lui confère un profil financier particulièrement solide. L'actionnariat est réparti de la façon suivante : Caisse d'épargne Ile-de-France 50,10 % ; Caisse Nationale des Caisses d'épargne 30 % ; Millennium bcp 19,90 %). 
En 2009, le Groupe BPCE est créé, fusion des structures centrales de la Banque Populaire et de la Caisse d’épargne. La Caisse d’épargne Ile-de-France garde sa position d’actionnaire majoritaire (50,1 %). À son côté, elle a le Groupe BPCE qui remplace la CNCE (30 %) et Millennium bcp 19,9 %. Un an plus tard, la Banque BCP achète les 5 agences du réseau commercial de la « BPN » en France. 
La Banque BCP lance en 2013, sa première agence en ligne. Fin 2015, dans le cadre de son projet de développement "Ambition 2016" et profitant du transfert de son agence historique située Avenue Franklin Roosevelt (Paris 8e), la Banque BCP lance son nouveau concept d'agence. L'architecture des agences ont été repensées afin de favoriser l’accueil, le conseil et la confidentialité des clients. La Banque BCP ouvre sa première agence dans le sud-est de la France en région Provence-Alpes-Côte d’Azur à Nice en décembre 2016.  
A ce jour,[Quand ?] la Caisse d’épargne Ile-de-France est actionnaire majoritaire à 80% du capital, Millennium bcp détient 19% du capital et les salariés de la banque détiennent 1%.

## Direction
- Jean-Philippe Diehl, Président du Directoire
- Jean-Charles Fèvre, Membre du Directoire
- Erwan Le Saux, Membre du Directoire
- Rui Brigham, Membre du Directoire
- Yolaine Fadda, Membre du Directoire